# 中国人民解放军陆军防化学院
中国人民解放军陆军防化学院，简称陆军防化学院，位于北京市昌平区，隶属中国人民解放军陆军，担负为全军培养中、初级防化指挥军官和中、高级防化工程技术军官的任务。

## 沿革
- 1950年11月，中央军委军训部部长萧克向中央建议成立防化学兵学校，并建议野战军和兵团各编防化科，军编防化股，师、团、营设防化参谋。萧克的建议获周恩来赞成[3]。
- 1950年12月11日，毛泽东亲自批准成立中国人民解放军化学兵学校[4][5]。校址在四川省江津县。1951年9月迁至河北省昌平县（今北京市昌平区）[6]。
- 1958年，更名中国人民解放军防化学兵学校[4]。
- 1961年1月25日，更名中国人民解放军第一防化学兵学校（校址北京市昌平县）；原防化学兵学校部分人员与陆军某团机构组成中国人民解放军第二防化学兵学校（校址浙江省江山县）[6]。
- 1962年10月，第一防化学兵学校与第二防化学兵学校合并为中国人民解放军防化学兵学校[6]。

- 1960年到1962年，中国人民解放军军事工程学院分建与扩建，将新建的防化兵工程系调出，移交给有关兵种，拟扩建成单独的兵种工程技术学院——中国人民解放军防化学兵工程学院[4]。1960年11月28日，中国人民解放军总参谋部批复同意防化学兵工程学院编制序列。1961年7月正式成立。
- 1962年1月5日，由防化学兵工程学院筹建处、中国人民解放军军事工程学院第六系、驻长春的中国人民解放军第二政治学校（正军级单位）、守备第二十三师机关等单位在吉林省长春市组建成立中国人民解放军防化学兵学院，院址位于北安路与康平街交汇的三角广场一带，隶属防化学兵部领导。第二政校赵炳伦少将出任防化学院副院长1969年2月撤销[7]。
  - 中国人民解放军第二政治学校：1954年，以中国人民解放军第五、第六政治学校为基础，1955年初在长春市成立中国人民解放军第二政治学校。校长兼政委李曼村少将，副校长赵炳伦大校（1961年晋升少将），政治部主任王猛大校（1960年升副政委，1964年晋升少将）[7]。

- 1969年，防化学兵学院、防化学兵学校合并，部分教职工到北京密云组建中国人民解放军防化技术学校[4]。
- 1975年，更名中国人民解放军防化学校[4]。
- 1978年，在北京昌平县重建升格成为中国人民解放军防化学院[4]。
- 1986年，更名中国人民解放军防化指挥工程学院[4]。副军级，隶属中国人民解放军总参谋部[8]。
- 2011年，更名中国人民解放军防化学院[4]。
- 2015年12月，在深化国防和军队改革中，该校由隶属中国人民解放军总参谋部转隶中国人民解放军陆军[9]。
- 2016年7月12日，防化学院举行“国家核应急行动技术支持中心”和“中国核应急救援队理论教学基地”成立揭牌仪式[9]。
- 2017年，在深化国防和军队改革中，调整组建中国人民解放军陆军防化学院[10]。

## 历任领导
| 院长 - 张廼更（1951年5月—1958年5月，化学兵学校校长） - 周宗（1958年5月—1961年2月，防化学兵学校校长；1961年2月—1962年10月，第一防化学兵学校校长） - 李青林（1961年11月—1962年10月，第二防化学兵学校校长；1962年10月—？，防化学兵学校校长） - 刘君杰（1958年3月—1961年，军事工程学院防化学兵工程系主任） - 赵炳伦（1961年10月—1962年1月，防化学兵工程学院副院长主持工作） - 欧阳家祥（1962年7月—1968年5月，防化学兵学院院长） - 周村（1970年2月—？，防化学技术学校校长） - 方寿山（？—1978年1月，防化学技术学校、防化学校校长） - 苗汝鹍（1978年1月—1980年，防化学院院长） - 周宗（1980年—1983年，防化学院院长） - 张耀（1983年—1987年，防化学院院长） - 郭正元 少将（1989年—？，防化指挥工程学院院长） - 王锡仁（？—？，防化指挥工程学院院长） - 罗景春 少将（？—？，防化指挥工程学院院长） - 石洪祥 少将（1998年12月—2002年，防化指挥工程学院院长） - 刘永贵 少将（2002年—2010年，防化指挥工程学院院长） - 倪百鸣 少将（2010年—2014年12月，防化指挥工程学院、防化学院院长） - 呼小平 少将（2014年12月—2017年，防化学院院长；2017年—，陆军防化学院院长） | 政治委员 - 张廼更（1951年5月—1952年9月，化学兵学校校长兼政治委员） - 王介（1952年9月—1955年8月，化学兵学校政治委员） - 张效中（1955年8月—1958年5月，化学兵学校政治委员） - 曹波声（1958年5月—1961年2月，防化学兵学校政治委员） - 桂生芳（1961年2月—？，第一防化学兵学校政治委员） - 石和伦（？—1962年10月，第一防化学兵学校政治委员；1962年10月—？，防化学兵学校政治委员） - 杜万荣（1961年11月—1962年10月，第二防化学兵学校政治委员） - 赵阳（1958年3月—？，军事工程学院防化学兵工程系政治委员） - 张星灿（？—1961年4月，军事工程学院防化学兵工程系政治委员；1961年4月—1962年1月，防化学兵工程学院副政治委员主持工作；1962年1月—？，防化学兵学院副政治委员主持工作） - 李春亭（1970年2月—？，防化学技术学校校长） - 宣智（？—1978年1月，防化学技术学校、防化学校校长） - 杜万荣（1978年1月—1980年，防化学院政治委员） - 关梦舟（1980年—1983年，防化学院政治委员） - 明光星（1983年—？，防化学院政治委员） - 江星富 少将（1990年6月—1994年12月，防化指挥工程学院政治委员） - 陆中勤 少将（？—2002年，防化指挥工程学院政治委员） - 何承阳 少将（2002年—2004年，防化指挥工程学院政治委员） - 王义 少将（？—？，防化指挥工程学院政治委员） - 程坚 少将（2010年12月—2012年，防化指挥工程学院、防化学院政治委员） - 刘国胜 少将（2012年—2017年，防化学院政治委员；2017年—，陆军防化学院政治委员） |

## 专业设置
2017年时，学院以工学、军事学门类为主，承担学历教育、任职教育双重任务。开设防化兵指挥、生化防护工程、装备保障指挥、核技术与安全等4个本科专业，拥有9个硕士学位授予点、1个博士学位授予点。2017年招生的本科专业有：
- 作战指挥
- 辐射防护与核安全[2]

## 校区
学院位于北京市昌平区阳坊镇中心北街1号。